# François Benoist
François Benoist /fʀɑ̃ˈswa bəˈnwa/ (Nantes, 10 settembre 1794 – Parigi, 6 maggio 1878) è stato un organista e compositore francese.

## Biografia
Benoist proveniva da un'antica famiglia di notabili stabilita da parecchio tempo a Nantes; suo padre, François-René Benoist, era un ex negoziante rovinato prima della Rivoluzione, e sua madre, Marie-Pélagie-Victoire Finetty, proveniente da una famiglia di musicisti, insegnava pianoforte in casa.
In gioventù, a Nantes, ricevette le prime lezioni di musica e di pianoforte da Georges Scheyermann. Considerato un bambino prodigio, nel 1806, non ancora dodicenne, suonò in concerto una sonata composta dal suo maestro.
Stabilitosi a Parigi a sedici anni, nel 1811 entrò al conservatorio di Parigi, dove studiò pianoforte con Jean-Louis Adam e armonia con Charles-Simon Catel. Si aggiudicò numerosi premi: già nel 1811 il primo premio di armonia; nel 1813 il secondo premio di pianoforte; nel 1814 il primo premio di pianoforte e infine, nel 1815, il Prix de Rome per la sua cantata Œnone. Inviato in Italia grazie a una borsa di studio del governo, passò tre anni a Napoli e a Roma, per poi tornare a Parigi all'inizio del 1819.
Abile improvvisatore all'organo, al ritorno a Parigi nel 1819, a venticinque anni, vinse il concorso per il posto di organista alla Chapelle royale e divenne organista del re nella cappella del Palazzo delle Tuileries, successivamente sotto Luigi XVIII, Carlo X e poi Napoleone III.
Il 1º aprile 1819 fu nominato professore della classe di organo e improvvisazione al conservatorio, classe che non esisteva e fu creata apposta per lui. Fra i suoi allievi ricordiamo César Franck, che gli succedette nel 1871, Charles-Alexis Chauvet, Théodore Salomé, Camille Saint-Saëns, Charles Lecocq, Louis James Alfred Lefébure-Wély, Adolphe Miné, Paul Wachs, Émile Paladilhe, Renaud de Vilbac e Adolphe Adam, Charles-Alexandre Fessy, Alexis de Garaudé, Eugène Vauthrot, Édouard Batiste, Charles-Valentin Alkan, François Bazin, Pierre-Edmond Hocmelle, Victor Alphonse Duvernoy, Auguste Bazille, Joseph Franck, Georges Bizet, Charles Colin, Adolphe Deslandres, Théodore Dubois, Alexis-Henri Fissot, Albert Lavignac. Henri Maréchal sottolineava che Benoist godeva, dopo quarantasette anni di buoni e leali servigi nell'istituzione, di una «sorta di venerazione dovuta al suo talento e alla pleiade di brillanti allievi che aveva formato».
Nel 1860 fu, in qualità di professore del conservatorio di Parigi e di organista imperiale, uno dei tre vicepresidenti del Congresso per la restaurazione del canto gregoriano e della musica da chiesa. Nel febbraio o marzo 1872 andò in pensione, dopo cinquantatré anni di servizio, unico esempio di una così lunga carriera nel conservatorio parigino.
Fu nominato cavaliere della Legion d'onore il 16 novembre 1851.

## Composizioni per organo
- Bibliothèque de l’Organiste, serie di suite in 12 fascicoli pubblicati fra il 1841 e il 1861 a Parigi da Veuve Canaux.
- Recueil de quatre morceaux pour orgue: Andante, Fugue sur le chant de Pange lingua, Marche religieuse, Communion, Parigi, Graff, 1878.
- Deux Préludes, Parigi, Au Ménestrel, Heugel et Cie, collezioni La Maîtrise, pubblicati sotto la direzione e con note di L. Niedermeyer e J. D’Ortigue (La Grande Maîtrise), 1860 circa.

### Catalogo dettagliato
Bibliothèque de l’Organiste, suite di pezzi per organo. Suite 1-6: 1841-1842, suite 7-12: 1859-1861.
- 1re Suite

Offertoire nº 1 en ut majeur
Offertoire nº 2 en fa majeur
Grand Chœur nº 1 en mi mineur
- 2e Suite

Offertoire nº 3 en si bémol majeur
Offertoire nº 4 en ut majeur
Grand Chœur nº 2 en ut majeur
- 3e Suite

Offertoire nº 5 en mi bémol majeur
Offertoire nº 6 en fa majeur
- 4e Suite

Élévation nº 1 en ré majeur
Offertoire nº 7 en ut majeur
Élévation nº 2 en mi bémol majeur
Élévation nº 3 en si bémol majeur
Élévation nº 4 en sol majeur
- 5e Suite. Pièces de différents caractères. (1841)

Pièce nº 1 en ut majeur
Élévation nº 5 en ut majeur
Élévation nº 6 en ut majeur
Pièce nº 2 en ut majeur
Pièce nº 3 en sol majeur
Pièce nº 4 en sol majeur
Grand Chœur en ré majeur
- 6e Suite (1842)

Pièce nº 5 en sol majeur
Pièce nº 6 en sol majeur
Pièce nº 7 en fa majeur
Pièce nº 8 en ut majeur
Pièce nº 9 en ut majeur
Pièce nº 10 en si bémol majeur
Pièce nº 11 (Introduction) en sol majeur
- 7e Suite (1859)

Offertoire nº 8 en ut majeur
Offertoire nº 9 en ré majeur
- 8e Suite (1859)

Rentrée de procession en mi bémol majeur
Élévation nº 5 (7) en ut majeur
Rentrée de procession en sol majeur
Élévation nº 6 (8) en ré majeur
Sortie en fa majeur
Pièce nº 12 en si bémol majeur
- 9e Suite (1860)

Rentrée de procession en ut majeur
Solo de hautbois en ut majeur
Moderato sempre legato en ut majeur
Communion en fa majeur
Rentrée de procession en sol majeur
Verset en sol majeur
Sortie en la majeur
Offertoire en la majeur
- 10e Suite (1860)

Premier prélude en ut mineur
Deuxième prélude en ut majeur
Premier verset en ut mineur
Deuxième verset en ut majeur
Duo en ut mineur
Offertoire en ut majeur
Prélude à 5 parties en ré majeur
Andante en ré majeur
Petit verset en ré mineur
Prélude en sol mineur
Amen en mi bémol majeur
Communion en mi bémol mineur
Trio en mi bémol majeur
- 11e Suite (1861)

Communion en fa majeur
Prière en fa majeur
Communion en fa majeur
Verset en fa majeur
Verset en sol majeur
Verset en sol majeur
Prière en sol majeur
Offertoire en sol mineur/majeur
Duo en sol majeur
- 12e Suite (1861)

Prélude en ré mineur
1er Verset en ré
2e Verset en ré
3e Verset en ré mineur
Communion en mi bémol majeur
Prélude en fa majeur
Verset en sol majeur
Cantabile en si bémol majeur
Prélude en ut majeur
Communion en ut majeur
Pezzi vari pubblicati in:
La Maîtrise, Parigi, Le Ménestrel (1860 circa)
- Prière en mi bémol majeur
- Marche religieuse en ut majeur
- Premier Prélude en fa majeur
- Second Prélude en sol majeur

L’Athénée Musical, Parigi, M. V. Sultzer (1868)
- Prière en mi bémol majeur

Recueil de 4 Morceaux pour orgue, Parigi, Graff (1878)
- Andante en la mineur/majeur
- Fugue sur le chant de Pange lingua en ré
- Marche religieuse en fa majeur
- Communion en sol majeur

Repertorio di musica religiosa per organo od organo espressivo
- Offertoire en ré majeur

Les Maîtres français de l’Orgue aux XVIe, XVIIe et XVIIIe siècles, Félix Raugel, Schola Cantorum; antifone su: 
- Kyrie «Orbis factor» (Chant à la basse)
- Kyrie «Orbis factor» (Chant au soprano)
- Ave maris stella

## Edizioni moderne
Una parte delle opere organistiche di Benoist è stata pubblicata in edizione moderna nel 1997 da Éditions Musicales Chanvrelin, Parigi:
Offertoire nº 5 (mi b), Élévation nº 1, Offertoire nº 6 (fa), Élévation nº 3 (si b), Pièce nº 3 (sol), Pièce nº 12 (Flûtes), Offertoire nº 4 (ut), Pièce nº 4 (sol), Grand Chœur nº 1 (mi mineur), Élévation nº 4 (sol), Pièce nº 1 (ut), Offertoire nº 7 (ut), Ave Maris Stella, Kyrie des semi-doubles.
Le Éditions Publimuses (Boulogne-Billancourt) hanno pubblicato l'integrale dei pezzi organistici, a cura di François Sabatier e Nanon Bertrand (esaurita): vol. I, 1996, 230 p., vol. II, 1999, 220 p.
Una nuova integrale in 4 volumi è ora disponibile grazie alla Société de musique française du XIX siècle - Publimuses:
- Vol. I (2009) : Bibliothèque de l'Organiste (Suites nº 1 à 4) : Offertoires 1-7, Grands Chœurs 1-2, Élévations 1-4.
- Vol. II (2010) : Bibliothèque de l'Organiste (Suites nº 5 à 8) : Pièces 1 à 12, 4 Elévations, Introduction nº 11, Grand Chœur, Rentrée de procession, Sortie.
- Vol. III (2013) : Bibliothèque de l'Organiste (Suites nº 9 à 12) : Rentrées de procession, Solo de hautbois, Communions, Versets, Préludes, Communions, Prières, ecc. (41 pièces)
- Vol. IV (2015) : Pièces diverses issues de La Maîtrise, L'Athénée musical, Répertoire de musique religieuse (Marches religieuses, Prière, Préludes, Offertoire), Recueil de 4 Morceaux pour orgue (Andante, Fugue sur le chant de Pange lingua, Marche religieuse, Communion), Antiennes sur le Kyrie Orbis factor et Ave maris stella.